# 顆粒層
顆粒層(英: stratum granulosum, granular layer)とは角質層（あるいは透明層）と有棘層の間に認められる表皮の層。この層において、karatinocyteは現在では顆粒細胞と呼ばれ、ケラトヒアリンとラメラ顆粒を含む。

## 画像

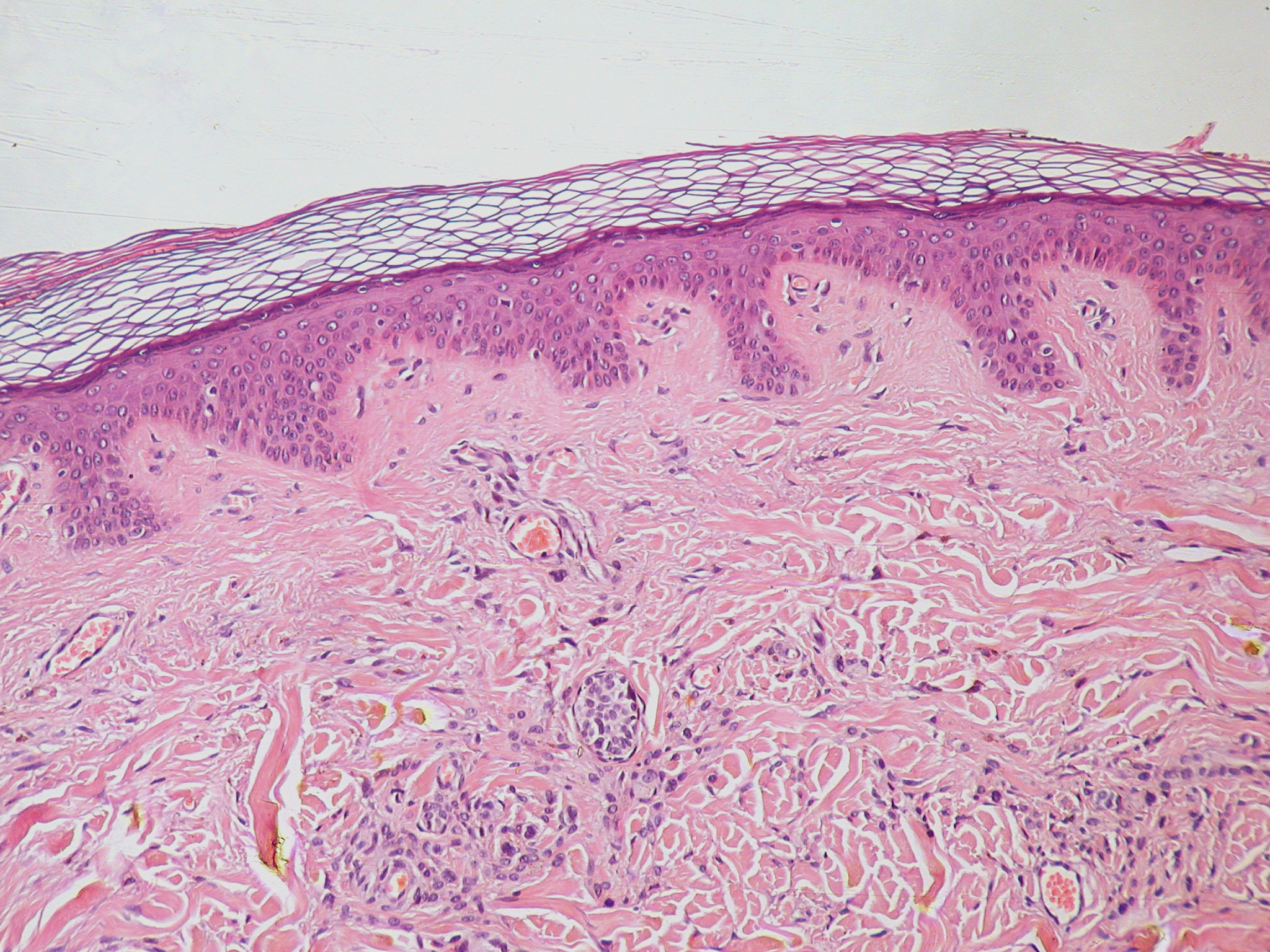
ヒトの表皮と真皮
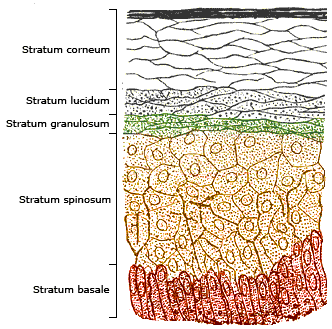
表皮の区分